# (782) Montefiore
(782) Montefiore – planetoida z pasa głównego asteroid okrążająca Słońce w ciągu 3 lat i 81 dni w średniej odległości 2,18 au. Została odkryta 18 marca 1914 roku w Obserwatorium Uniwersyteckim w Wiedniu przez Johanna Palisę. Nazwa pochodzi prawdopodobnie od Clarice Sebag-Montefiore, żony Alphonse’a Mayera Rothschilda (1878–1942), drugiego syna barona Alberta von Rothschilda. Przed nadaniem nazwy planetoida nosiła oznaczenie tymczasowe (782) 1914 UK.